# Sozialistische Internationale
Die Sozialistische Internationale (SI) ist ein weltweiter Zusammenschluss sozialistischer und sozialdemokratischer Parteien und Organisationen (vgl. auch Arbeiterpartei). Insgesamt gehören ihr 132 Parteien und Organisationen an.
Ihr ständiger Sitz ist London. Das dortige Sekretariat koordiniert ihre Tätigkeiten, organisiert die Ratssitzungen und Kongresse, führt das Pressekommuniqué und lässt ihre Veröffentlichungen herstellen. Als nichtstaatliche Organisation verfügt die Sozialistische Internationale über beratenden Status (Kategorie I) bei den Vereinten Nationen. In Deutschland wurde die Sozialistische Internationale durch Willy Brandt bekannt, der von 1976 bis 1992 ihr Vorsitzender war.
Die obersten Beschlussorgane der Internationale sind der Kongress, der alle drei Jahre stattfindet, sowie der Rat, der sich aus Vertretern aller Mitgliedsparteien konstituiert und jeweils zweimal jährlich tagt. Der Präsident, die Vizepräsidenten und der Generalsekretär bilden das Präsidium der Internationale.
Die International Union of Socialist Youth (IUSY), der Zusammenschluss der sozialdemokratischen und sozialistischen Jugendorganisationen, war bis 2019 Schwesterorganisation der Sozialistischen Internationale.

## Geschichte

### Von der Internationalen Arbeiterassoziation zur Zweiten Internationale
Die Organisation hat ihre Wurzeln in der von Karl Marx angeregten Internationalen Arbeiterassoziation, die am 28. September 1864 gegründet wurde, durch den Konflikt des Generalrats mit den autonomen Sektionen und den darauf folgenden Ausschluss der Anarchisten (unter anderem Michail Bakunin) 1872 zerbrach und sich bis 1876 auflöste. Sechs Jahre nach Marx’ Tod (1883) wurde am 20. Juli 1889 in Paris die Zweite Internationale gegründet, in deren Tradition sich die heutige Sozialistische Internationale sieht.
Diese Gründung war das Ergebnis des am 14. Juli 1889 (dem bewusst gewählten 100. Jahrestag des Beginns der Französischen Revolution) einberufenen internationalen Sozialistenkongresses, an dem etwa 400 Delegierte aus 20 Staaten bzw. rund 300 verschiedenen Arbeiterorganisationen und -parteien teilnahmen. Der Kongress war wesentlich von Friedrich Engels, der Marx’ ideelles Erbe übernommen hatte, angeregt und von London aus mit vorbereitet worden, auch wenn der zu diesem Zeitpunkt knapp 69-jährige Engels nicht persönlich daran teilnahm.
Die deutsche Delegation stand unter der Leitung von Wilhelm Liebknecht, dem führenden Reichstagsabgeordneten der SPD-Vorläuferpartei SAP. Mit 85 Delegierten war sie die einflussreichste und stärkste Fraktion des Kongresses und prägte dessen Inhalte maßgeblich. Dabei waren die Aktivitäten der damals noch marxistisch geprägten deutschen Sozialdemokratie außerhalb des Reichstags und der Landtage zu der Zeit im Deutschen Reich aufgrund der von 1878 bis 1890 gültigen Sozialistengesetze verboten.
In ihren frühen Jahren – bis ins beginnende 20. Jahrhundert – setzte sich die Internationale weltweit vor allem gegen den sich mit einer imperialistischen Kolonialpolitik verschärfenden Nationalismus und die Aufrüstungspolitik in den Staaten Europas sowie für die Stärkung der Arbeiterbewegung ein. Die Ausrufung des 1. Mai als internationaler „Kampftag der Arbeiterklasse“ im Jahr 1889 und ursprünglich des 19. März (heute 8. März) als Internationaler Frauentag im Jahr 1910 wirken bis heute nach. Im diplomatischen Prozess fiel besonders Jean Jaurès eine tragende Rolle zu: Er setzte sich bis zu seiner Ermordung am 31. Juli 1914 für eine Aussöhnung zwischen Frankreich und dem Deutschen Reich ein.
siehe auch: Internationaler Sozialistenkongress

### Zerfall der Zweiten Internationale 1914 bis zur Neukonstituierung 1951
Mit Beginn des Ersten Weltkriegs brach die Internationale 1914 auseinander: Die deutsche SPD, die österreichische SDAP, die französische SFIO, die britische Labour Party u. a. nahmen mehrheitlich die politischen Positionen ihrer jeweiligen nationalen Regierung an (vgl. Burgfriedenspolitik und Union sacrée), wodurch die Konzeption der Internationalen Solidarität de facto scheiterte und die Basis für eine weitere Zusammenarbeit auf lange Zeit entzogen war. Insbesondere der mangelnde Protest der SPD gegen den Einmarsch ins neutrale Belgien diskreditierte die deutschen Sozialdemokraten international – verstärkt dadurch, dass das belgische Brüssel Sitz der Internationale war. Letztlich führte die Oktoberrevolution 1917 durch die Bolschewiki unter Lenin und Trotzki in Russland und die Etablierung des Sowjetsystems dort (vgl. auch Realsozialismus) zur Spaltung zahlreicher Mitgliedsparteien in einerseits reformorientierte sozialistische/sozialdemokratische und andererseits kommunistische Parteien mit revolutionärem Anspruch. Viele der letzteren schlossen sich der 1919 unter Federführung Lenins gegründeten Dritten Internationale, der Kommunistischen Internationale (Komintern) an.
Der Versuch der Internationalen Arbeitsgemeinschaft Sozialistischer Parteien (auch als Zweieinhalbte Internationale bezeichnet), zwischen den Resten der Zweiten Internationale und der Dritten Internationale im Sinne einer Wiedervereinigung zu vermitteln, schlug Anfang April 1922 in Berlin fehl. Dies führte – wie geplant – zur Auflösung der „Arbeitsgemeinschaft“ und zu deren Wiedereingliederung in die Zweite Internationale.
Am 21. Mai 1923 wurde die Sozialistische Arbeiterinternationale in Hamburg gegründet. Sie ging im Zuge der Zerschlagung der Masse der europäischen Arbeiterparteien während des Zweiten Weltkriegs unter.

### Die Sozialistische Internationale seit 1951
Nach dem Zweiten Weltkrieg gelang bei einem Kongress der Internationalen Sozialistischen Konferenz vom 30. Juni bis 3. Juli 1951 in Frankfurt am Main ein weiterer Zusammenschluss sozialistischer und sozialdemokratischer Parteien, die Sozialistische Internationale (SI).

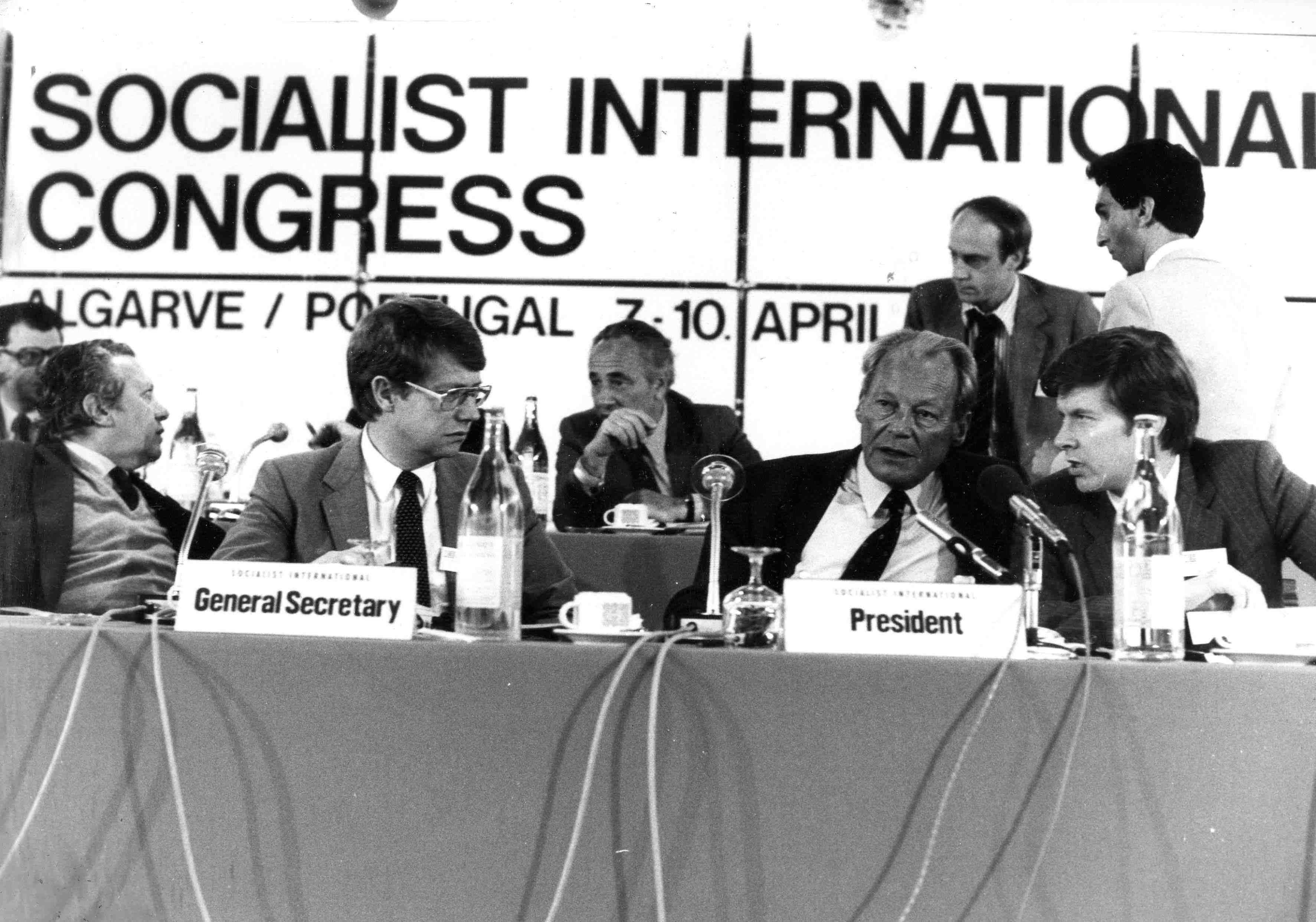
XVI. SI-Kongress in Algarve/Albufeira 1983 – von links nach rechts: der scheidende Generalsekretär Bernt Carlsson, Willy Brandt, neuer Generalsekretär Pentti Väänänen

Der noch nach der Gründung der SI vorherrschende Internationalismus wich im Verlauf der 1950er und 1960er Jahre einer zunehmenden Eurozentriertheit und einer kapitalismusbejahenden Haltung der SI. In den 1970er Jahren unterstützte die Organisation die sozialdemokratischen Parteien in Spanien und Portugal beim Übergang von den Diktaturen zur Demokratie. Mit dem SI-Kongress in Genf 1976 steuerte die Organisation auf ihre internationale Öffnung hin. Ihr folgten regionale Konferenzen; beispielsweise die Caracas-Konferenz, auf der sich erstmals Parteiführer Europas und Lateinamerikas trafen. Ab Mitte der 1970er Jahre solidarisierten sich die SI und einige ihrer Mitgliedsparteien mit Befreiungsbewegungen in Afrika und Mittelamerika.

### Rolle der Sozialistischen Internationale in der Gegenwart
In der heutigen Zeit besteht die SI aus einer heterogenen Sammlung von Parteien und Bewegungen, schwerpunktmäßig aus Europa, Afrika und Lateinamerika, die aufgrund ihrer Herkunft und ihres Werdeganges oft unterschiedliche Auffassungen haben. So finden sich auf der einen Seite ehemalige Befreiungsbewegungen wie der African National Congress oder die SWAPO, und auf der anderen Seite Parteien wie die Labour Party, die ihre New-Labour-Orientierung durch die Wahl des Vorsitzenden Corbyn beendet hat, die modernisierten Parteien wie die österreichischen Sozialdemokraten, die französische Parti Socialiste, Spaniens PSOE, Italiens PSI und die luxemburgische LSAP. Hinzu kommen ehemalige kommunistische Parteien aus dem früheren sowjetischen Einflussbereich, deren Reformen nach dem Ende des Kalten Kriegs in Richtung Sozialdemokratie führten.
Es dominiert dabei eher eine Sozialdemokratie mit moderater Tendenz (Dritter Weg). Fernziel ist zwar immer noch die Überwindung des kapitalistischen Systems. Allerdings ist dies nicht mehr Kernarbeitsgebiet, vielmehr versucht die SI heutzutage, einen sozialdemokratischen Weg in Zeiten des globalisierten Kapitalismus zu bestreiten, der allerdings eindeutig realpolitisch orientiert ist und somit nicht mehr versucht, das System schon bald zu überwinden. Außerdem hat die Sozialistische Internationale auch intern nicht mehr so viel Einfluss auf die Tochterparteien, wie dies zur Zeit der portugiesischen und spanischen Solidarität (siehe oben) der Fall war.

### Kritik an der Mitgliedschaft nicht-demokratischer Parteien
Am 17. Januar 2011 hatte die SI bekannt gegeben, dass die Mitgliedschaft der Partei Rassemblement constitutionnel démocratique (RCD/Tunesien) seitens der SI beendet wurde. Die außerordentliche Entscheidung wurde von dem Präsidenten der SI, Giorgos Andrea Papandreou zusammen mit dem Generalsekretär Luis Ayala getroffen und wurde mit der seinerzeit aktuellen politischen Entwicklung in Tunesien begründet. Die tunesische Partei Rassemblement constitutionnel démocratique, die 1987 von Ben Ali nach seinem Putsch gegen den damaligen Präsidenten Habib Bourguiba übernommen wurde, wurde 1989 auf dem XVIII. Kongress der Sozialistischen Internationale in Stockholm unter der SI-Präsidentschaft von Willy Brandt als Vollmitglied aufgenommen. Schon damals war klar, dass der autoritär regierende Ben Ali kein Demokrat war und sein Herrschaftssystem eher einer Diktatur glich.
Am 31. Januar 2011 wurde ebenfalls die Nationaldemokratische Partei (NDP/Ägypten), im Zuge der andauernden Unruhen in Ägypten, durch ein Schreiben vom Generalsekretär Luis Ayala aus der SI ausgeschlossen.

### Rückzug europäischer Sozialdemokraten und Progressive Allianz
In einem Anfang März 2011 in der Frankfurter Rundschau erschienenen Artikel forderte der SPD-Vorsitzende Sigmar Gabriel den Ausschluss weiterer SI-Mitglieder, „die einst als Freiheitsbewegung begonnen haben und längst von diesem Weg abgekommen sind“. Als Beispiel führte er die Front Populaire Ivoirien an. Gemäß Gabriel ist die SI „keine Stimme der Freiheit mehr“. Eine „völlige Reform – vielleicht sogar eine Neugründung – der SI“ sei deshalb „überfällig“. Die SPD sei gewillt, aus der SI auszutreten, sollte es nicht dazu kommen. Der Spiegel berichtete im Januar 2012, dass die SPD die Zahlung ihres Mitgliedsbeitrages eingestellt habe. Nach Abschnitt 5.1.3 der Satzung der Sozialistischen Internationale kann eine Partei allerdings nur durch den Kongress der Internationale ausgeschlossen werden, wobei eine Zweidrittelmehrheit der abstimmenden Parteien notwendig ist. Daher sind die genannten „Ausschlüsse“ nur ein politischer Appell, auf die Ausübung der Mitgliedschaftsrechte zu verzichten.
Seit Anfang 2013 lässt die SPD ihre Mitgliedschaft faktisch ruhen und hat den Beitrag von 100.000 auf 5000 britische Pfund reduziert. An Konferenzen nimmt die SPD nur noch mit einem Beobachter teil. Begründet wurde dies mit dem schlechten Zustand der SI und der Handlungsunfähigkeit auf zentralen Politikfeldern in den letzten Jahren. Sie kündigte stattdessen die Gründung der Progressiven Allianz als neue Plattform der internationalen Zusammenarbeit an.
Auch das Exekutivkomitee der britischen Labour Party beschloss im Januar 2013, die Beteiligung der Partei auf den Beobachterstatus zurückzustufen. Sie führte zur Begründung „ethische Bedenken“ an und den Wunsch, ihre internationalen Kontakte künftig durch neue Netzwerke zu gestalten. Ebenso reduzierten die Sozialdemokratische Partei Österreichs (SPÖ) und die Fraktion der Progressiven Allianz der Sozialdemokraten im Europäischen Parlament (S&D) ihre Beteiligung.
Am 22. Mai 2013 gründete sich in Leipzig die Progressive Allianz unter Beteiligung von etwa 70 Parteien. Sie schließt neben den sozialdemokratischen Parteien Europas auch Mitte-links-Parteien ein, die nicht in der SI organisiert sind oder waren. SI-Präsident Georgios Papandreou warf zu diesem Anlass dem SPD-Vorsitzenden Sigmar Gabriel eine Spaltung der globalen Linken vor. Gabriel hatte zuvor der SI undemokratische Strukturen attestiert und ihrem Generalsekretär Luis Ayala Korruption unterstellt.

### Präsidenten
- 1951–1957: Morgan Phillips
- 1957–1962: Alsing Andersen
- 1963: Erich Ollenhauer
- 1964–1976: Bruno Pittermann
- 1976–1992: Willy Brandt
- 1992–1999: Pierre Mauroy
- 1999–2005: António Guterres
- 2006–2022: Giorgos A. Papandreou
- seit 2022: Pedro Sánchez

## Mitgliedsparteien

### Vollmitglieder (Gegenwart)
| Staat                         | Partei                                                 |
| ----------------------------- | ------------------------------------------------------ |
| Albanien                      | Partia Socialiste e Shqipërisë                         |
| Algerien                      | Front des Forces socialistes                           |
| Andorra                       | Partit Socialdemòcrata                                 |
| Angola                        | Movimento Popular de Libertação de Angola              |
| Äquatorialguinea              | Convergencia para la Democracia Social                 |
| Argentinien                   | Unión Cívica Radical                                   |
| Armenien                      | Haj Heghapochakan Daschnakzuzjun                       |
| Aserbaidschan                 | Azərbaycan Sosial-Demokrat Partiyası                   |
| Belarus                       | Narodnaja Hramada                                      |
| Belgien                       | Parti Socialiste                                       |
| Bolivien                      | Unidad Nacional                                        |
| Bosnien und Herzegowina       | Socijaldemokratska Partija BiH                         |
| Brasilien                     | Partido Democrático Trabalhista                        |
| Bulgarien                     | Balgarska Sozialistitscheska Partija                   |
| Bulgarien                     | Partija Balgarski Sozialdemokrati                      |
| Burkina Faso                  | Mouvement populaire pour le progrès                    |
| Chile                         | Partido por la Democracia                              |
| Chile                         | Partido Radical                                        |
| Chile                         | Partido Socialista de Chile                            |
| Costa Rica                    | Partido Liberación Nacional                            |
| D.R. Kongo                    | Union pour la Démocratie et le Progrès Social          |
| Dominikanische Republik       | Partido Revolucionario Dominicano                      |
| Ecuador                       | Izquierda Democrática                                  |
| Finnland                      | Suomen Sosialidemokraattinen Puolue                    |
| Frankreich                    | Parti Socialiste                                       |
| Ghana                         | National Democratic Congress                           |
| Griechenland                  | Kinima Allagis                                         |
| Guinea                        | Rassemblement du Peuple de Guinée                      |
| Haiti                         | Rassemblement Social-Démocrate pour le progrès d’Haïti |
| Haiti                         | Parti Fusion des Sociaux-Democrates Haïtiens           |
| Indien                        | Indischer Nationalkongress                             |
| Irak                          | Patriotische Union Kurdistans                          |
| Iran                          | Demokratische Partei Kurdistan-Iran                    |
| Israel                        | Meretz                                                 |
| Italien                       | Partito Socialista Italiano                            |
| Jamaika                       | People’s National Party                                |
| Japan                         | Shakai Minshutō                                        |
| Jemen                         | Hizb al-Ishtirakiya al-Yamaniya                        |
| Kamerun                       | Front social-démocratique                              |
| Kap Verde                     | Partido Africano da Independência de Cabo Verde        |
| Kasachstan                    | Nationale Sozialdemokratische Partei Asat              |
| Kirgisistan                   | Sozialdemokratische Partei Kirgisistans                |
| Kolumbien                     | Partido Liberal Colombiano                             |
| Kroatien                      | Socijaldemokratska Partija Hrvatske                    |
| Libanon                       | al-Hizb at-taqadummi al-ischtiraki                     |
| Litauen                       | Lietuvos socialdemokratų partija                       |
| Mali                          | Parti Africain pour la Solidarité et la Justice        |
| Mali                          | Rassemblement pour le Mali                             |
| Marokko                       | Union Socialiste des Forces Populaires                 |
| Mauretanien                   | Rassemblement des Forces Démocratiques                 |
| Mauritius                     | Parti Travailliste                                     |
| Mexiko                        | Partido Revolucionario Institucional                   |
| Moldau                        | Partidul Democrat din Moldova                          |
| Mongolei                      | Mongolyn Ardyn Nam                                     |
| Montenegro                    | Demokratska Partija Socijalista Crne Gore              |
| Montenegro                    | Socijaldemokratska Partija Crne Gore                   |
| Mosambik                      | FRELIMO                                                |
| Namibia                       | SWAPO                                                  |
| Nepal                         | Nepali Congress                                        |
| Niger                         | Parti Nigérien pour la Démocratie et le Socialisme     |
| Pakistan                      | Pakistan Peoples Party                                 |
| Palästina                     | al-Fatah                                               |
| Panama                        | Partido Revolucionario Democrático                     |
| Paraguay                      | Partido Democrático Progresista                        |
| Peru                          | Partido Aprista Peruano                                |
| Philippinen                   | Partido Demokratiko Sosyalista ng Pilipinas            |
| Portugal                      | Partido Socialista                                     |
| Puerto Rico                   | Partido Independentista Puertorriqueño                 |
| Rumänien                      | Partidul Social Democrat                               |
| San Marino                    | Partito dei Socialisti e dei Democratici               |
| Senegal                       | Parti Socialiste du Sénégal                            |
| Slowakei                      | SMER – sociálna demokracia                             |
| Spanien                       | Partido Socialista Obrero Español                      |
| Südafrika                     | African National Congress                              |
| Tschad                        | Union Nationale pour le Développement et le Renouveau  |
| Tschechien                    | Česká strana sociálně demokratická                     |
| Tunesien                      | Forum démocratique pour le travail et les libertés     |
| Türkei                        | Cumhuriyet Halk Partisi                                |
| Türkische Republik Nordzypern | Cumhuriyetçi Türk Partisi                              |
| Türkische Republik Nordzypern | Toplumcu Demokrasi Partisi                             |
| Ungarn                        | Magyar Szocialista Párt                                |
| Uruguay                       | Nuevo Espacio                                          |
| Venezuela                     | Acción Democrática                                     |
| Venezuela                     | Voluntad Popular                                       |
| Zypern                        | Kinima Sosialdimokraton                                |

### Assoziierte Parteien
| Staat                 | Partei                                                                  |
| --------------------- | ----------------------------------------------------------------------- |
| Botswana              | Botswana Democratic Party                                               |
| D.R. Kongo            | Parti Lumumbiste Unifié                                                 |
| Dschibuti             | Mouvement pour le renouveau démocratique et le développement            |
| Eswatini              | People’s United Democratic Movement                                     |
| Gabun                 | Parti Gabonais du Progrès                                               |
| Gambia                | United Democratic Party                                                 |
| Georgien              | Sozialdemokraten für die Entwicklung Georgiens                          |
| Ghana                 | Convention People’s Party                                               |
| Guinea-Bissau         | Partido Africano da Independência da Guiné e Cabo Verde                 |
| Iran                  | Komala-Partei Iranisch-Kurdistans                                       |
| Palästina             | Palästinensische Nationale Initiative                                   |
| Palästina             | Palästinensische Volkskampffront                                        |
| São Tomé und Príncipe | Movimento de Libertação de São Tomé e Príncipe–Partido Social Democrata |
| Syrien                | Partiya Yekitîya Demokrat                                               |
| Togo                  | Convention Démocratique des Peuples Africains                           |
| Türkei                | Halkların Demokratik Partisi                                            |
| Ukraine               | Ukrajinska Sozial-Demokratytschna Partija                               |
| Westsahara            | Frente Polisario                                                        |

### Beobachterparteien
| Staat          | Partei                             |
| -------------- | ---------------------------------- |
| Eswatini       | Swazi Democratic Party             |
| Großbritannien | Labour Party                       |
| Irland         | Irish Labour Party                 |
| Kenia          | Labour Party of Kenya              |
| Kosovo         | Lëvizja Vetëvendosje!              |
| Lesotho        | Lesotho Congress for Democracy     |
| Nordirland     | Social Democratic and Labour Party |
| Serbien        | Socijaldemokratska partija Srbije  |
| Somaliland     | Ururka Caddaalada iyo Daryeelka    |

## Ausgeschlossene Parteien
| Staat                   | Partei                                                                               | Bemerkung                                                                  |
| ----------------------- | ------------------------------------------------------------------------------------ | -------------------------------------------------------------------------- |
| Ägypten                 | Nationaldemokratische Partei (Hizb al Dimuqratiyah al Wataniyah)                     | Mitgliedschaft bis 31. Januar 2011                                         |
| Elfenbeinküste          | Front Populaire Ivoirien                                                             | Mitgliedschaft bis 2011                                                    |
| Tunesien                | Konstitutionelle Demokratische Sammlung (Rassemblement constitutionnel démocratique) | Mitgliedschaft bis 17. Januar 2011                                         |
| Bosnien und Herzegowina | Savez nezavisnih socijaldemokrata                                                    | Mitgliedschaft bis 2012                                                    |
| Nicaragua               | Frente Sandinista de Liberación Nacional                                             | Mitgliedschaft bis Ende Januar 2019                                        |
| Russland                | Gerechtes Russland                                                                   | bis März 2022; ausgeschlossen wegen Unterstützung der Invasion der Ukraine |

## Ehemalige Mitglieder
- Schweden bis März 2017: Sveriges socialdemokratiska arbetareparti[24]
- Schweiz bis 2017: Sozialdemokratische Partei Schweiz
- USA 1982–2017: Democratic Socialists of America[25]

## Kongresse der Sozialistischen Internationale seit der Neugründung 1951
- I, Frankfurt am Main, 30. Juni bis 3. Juli 1951
- II, Mailand, 17.–21. Oktober 1952
- III, Stockholm, 15.–18. Juli 1953
- IV, London, 12.–16. Juli 1955
- V, Wien, 2.–6. Juli 1957
- VI, Hamburg, 14.–17. Juli 1959
- VII, Rom, 23.–27. Oktober 1961
- VIII, Amsterdam, 9.–12. September 1963
- IX, Brüssel, 5.–6. September 1964
- X, Stockholm, 5.–8. Mai 1966
- XI, Eastbourne, 16.–20. Juni 1969
- XII, Wien, 26.–29. Juni 1972
- XIII, Genf, 26.–28. November 1976
- XIV, Vancouver, 3.–5. November 1978
- XV, Madrid, 12.–14. November 1980
- XVI, Albufeira, 7.–10. April 1983
- XVII, Lima, 20.–23. Juni 1986
- XVIII, Stockholm, 20.–22. Juni 1989
- XIX, Berlin, 15.–17. September 1992
- XX, New York City, 9.–11. September 1996
- XXI, Paris, 8.–10. November 1999
- XXII, São Paulo, 27.–29. Oktober 2003
- XXIII, Athen, 30. Juni bis 2. Juli 2008
- XXIV, Kapstadt, 30. August bis 1. September 2012[26]
- XXV, Cartagena (Kolumbien), 2.–4. März 2017[27]
- XXVI, Madrid, 25.–27. November 2022[28]

## Schwesterorganisationen
- Internationale Falken Bewegung – Sozialistische Erziehungsinternationale
- Internationale Union der Sozialistischen Jugend
- Sozialistische Internationale der Frauen

## Assoziierte Organisationen
- Sozialdemokratische Partei Europas
- Arabisches Sozialdemokratisches Forum
- Euro-Lateinamerikanisches Forum Progressiver und Sozialistischer Parlamentarier
- Internationale Vereinigung der sozialistischen und demokratischen Presse
- Internationaler Arbeit- und Amateursportbund
- Internationale Liga religiöser Sozialisten
- Internationale sozialdemokratische Vereinigung für Bildung
- Allgemeiner Jüdischer Arbeiterbund
- National Democratic Institute for International Affairs, Demokratieförderungsinstitut der Demokratischen Partei der USA
- Sozialdemokratische Fraktion des Lateinamerikanischen Parlamentes
- Weltweite Zionistische Arbeiterbewegung